# Сандзя-мацури
Сандзя-мацури (яп. 三社祭, «фестиваль трёх святынь»), также «фестиваль Сандзя» — один из трёх крупнейших синтоистских фестивалей в Токио. Считается одним из самых крупных и весёлых. Фестиваль проводится в честь основателей храма Сэнсо-дзи по имени Хинокума Хаманари (яп. 檜前浜成) Хинокума Такэнари (яп. 檜前竹成) и Хадзино Накатомо (яп. 土師中知). Сандзя-мацури проводится в третьи выходные мая в святилище Асакуса-дзиндзя. В параде по случаю праздника участвуют три микоси, переносные святыни, а также музыканты и танцоры. За три дня фестиваль посещает от полутора до двух миллионов человек.

## История
Как и многие другие японские фестивали, Сандзя-мацури — религиозный праздник; он посвящён ками двоих братьев-рыбаков, нашедших статуэтку бодхисаттвы Каннон в сетях, вытащенных из Сумидагавы 17 мая 628 года, а также богатого землевладельца Хадзино Накатомо, который, прознав о рыбаках, обратил их в буддизм. Все трое затем посвятили свои жизни буддизму, а статую поместили в небольшой храм, выросший в Сэнсо-дзи. Статуэтка находится там и поныне; это старейший храм Токио.
Сандзя-мацури назывался и праздновался по-разному: существовали именования «Каннон-мацури» и «Асакуса-мацури», а современный вид празднования сложился к периоду Эдо. В 1649 году сёгунат Токугавы Иэмицу распорядился о создании Асакуса-дзиндзя, святилища, посвящённого их ками. Создание Асакуса-дзиндзя помогло укрепить популярность фестиваля и форму его празднования.

## Микоси

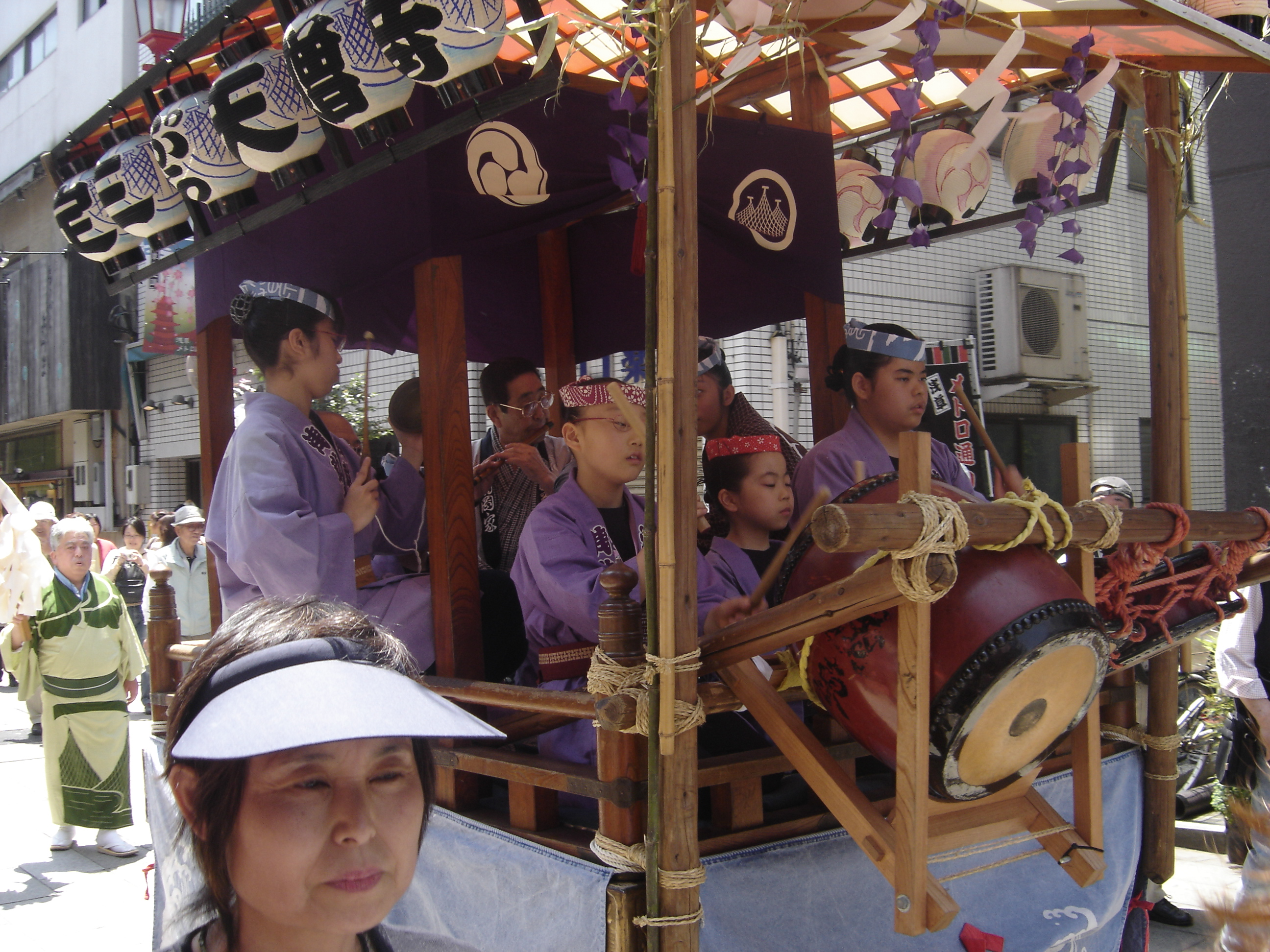
Платформа с музыкантами движется по Асакусе

Религиозный характер праздника ненавязчив, атмосфера праздника накаляется толпами людей и музыкантами — их флейтами, свистками, тайко, а также пением.
Главный интерес представляют три микоси, которыми владеет храм. Они выносятся в последний, третий день фестиваля. Микоси сделаны из дерева и покрыты чёрным лаком, они представляют миниатюрные копии святилища, украшены скульптурами и сусальным золотом. Каждая микоси весит около тонны и стоит примерно сорок миллионов иен (на 2008 год). Их выносят на четырёх длинных столбах, связанных верёвками, каждый из которых несёт сорок человек. В течение дня каждую микоси несёт около 500 человек.
Так как вынос микоси — кульминация мацури, он сам по себе является зрелищем. Из-за того, что около храма всегда много людей, микоси толкают и трясут, что считается усиливающим ками действием, так что они могут помогать людям с новой силой. Часто на столбах стоит человек, подбадривающий несущих микоси людей, а также помогающий им сориентироваться, так как в случае столкновения с магазинами микоси может причинить большой ущерб.
Кроме трёх главных микоси выносят ещё около ста маленьких микоси, причём некоторые несут женщины и дети.

### Последовательность
Официально Сандзя-мацури начинается в четверг с религиозной церемонии, которую проводит каннуси храма. В процессе церемонии, согласно представлениям верующих, ками основателей храма переходят в микоси. Каннуси открывает маленькие дверцы в микоси и приглашает ками в миниатюрные святилища, где они будут находиться до конца фестиваля.

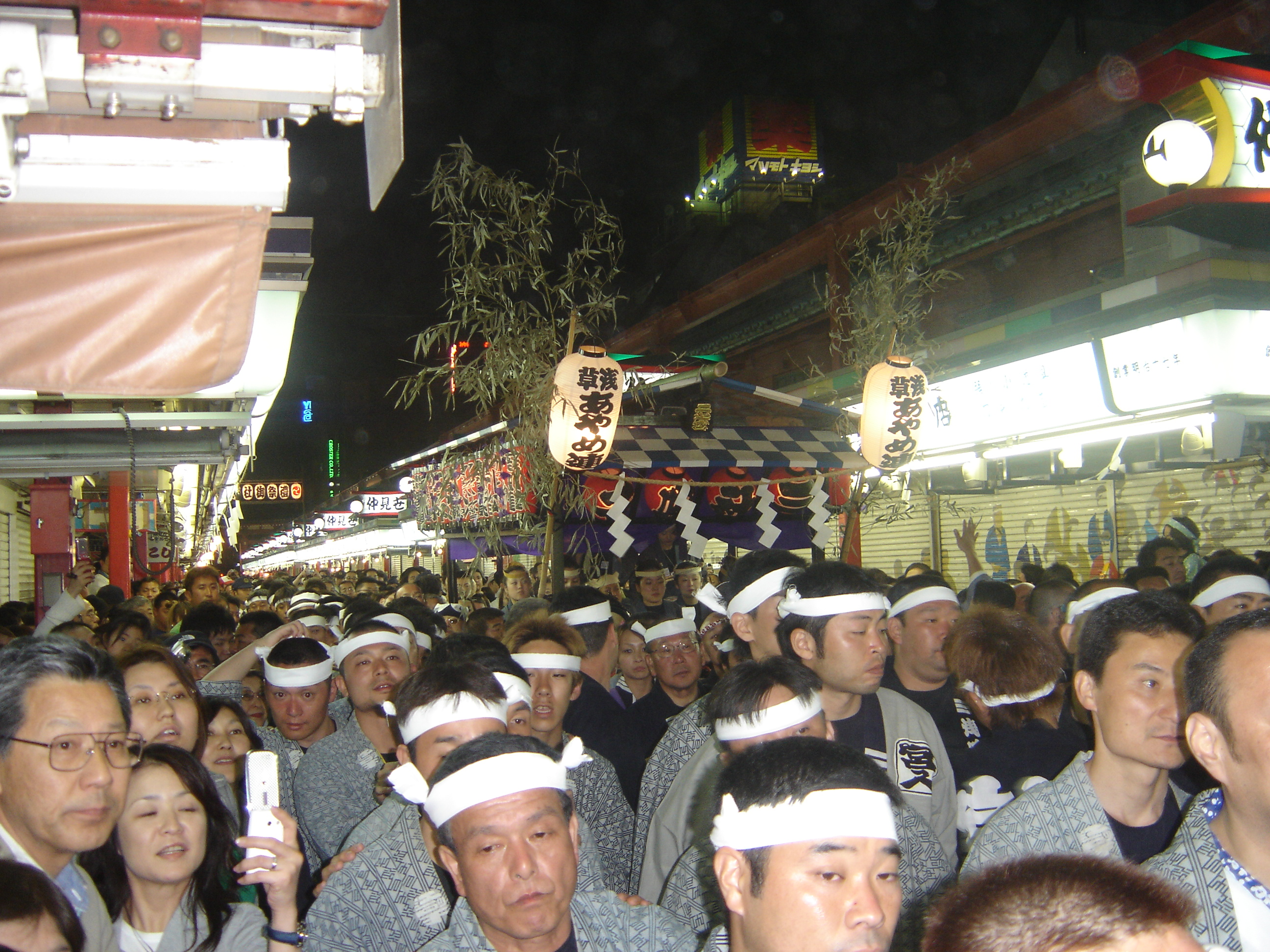
Платформу несут по Накамисэ-дори

В пятницу начинается большой парад (яп. 大行列 дайгё:рэцу). Огромная процессия идёт по Накамисэ-дори, а участники одеты в разнообразные костюмы — журавлей, гейш и других; администрация города также принимает участие в параде, одетая в хакама. Рядом с процессией идут музыканты, артисты и танцоры, а вечером по улице несколько десятков людей проносят шесть микоси из крупных соседних кварталов.
В субботу сотня микоси из 44 районов Асакусы собирается у ворот Каминаримон. Затем их проносят по Накамисэ-дори до ворот Ходзомон, где отдают дань памяти Каннон, богине милосердия. Затем микоси несут к Асакуса-дзиндзя, где синтоистские священники проводят ритуалы, призванные очистить и благословить микоси на этот год. Когда церемония завершается, микоси относят назад.
Наиболее важные события происходят в воскресенье. Процессия с микоси из Асакуса-дзиндзя проходит по Накамисэ-дори до Каминаримон воскресным утром. Эти три микоси, по поверьям, вмещают ками основателей Сэнсо-дзи. Носильщики микоси разделяются, чтобы посетить с ними все 44 района Асакусы. Вечером микоси возвращаются обратно вместе с большой процессией, которая длится до поздней ночи.

## Другие развлечения

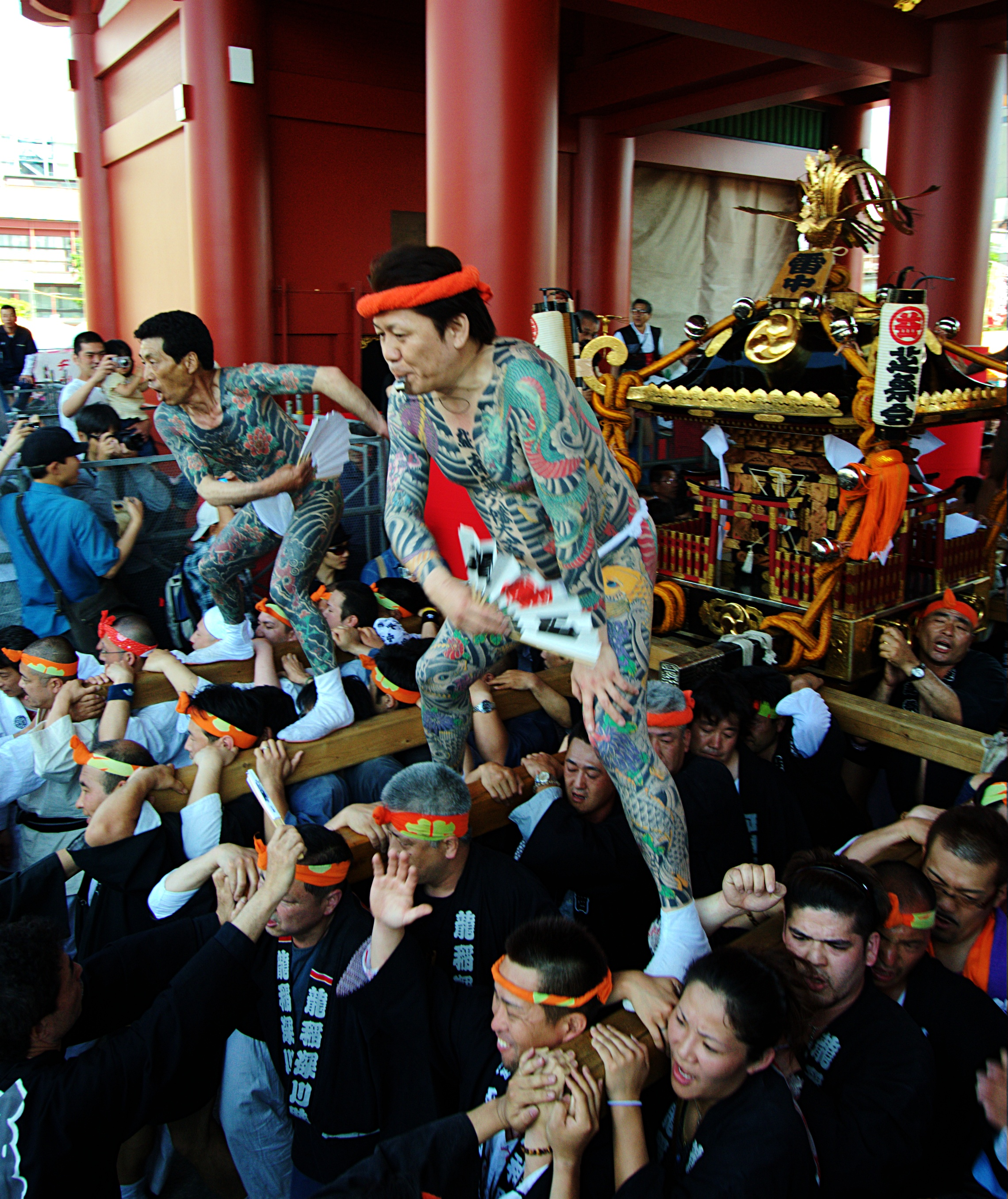
Члены Якудза часто принимают участие в местных синтоистских фестивалях, таких как Сандзя-мацури в Храме Асакуса, где они несут священный паланкин Микоси по улицам, с гордостью демонстрируя свои сложные татуировки на всё тело. В Японии членам якудза запрещено демонстрировать татуировки на публике за исключением фестивалей.

Вдобавок к программе фестиваля посетители могут заглянуть в магазины, открытые на Накамисэ-дори, попробовать еду, продающуюся на улице. Якудза с гордостью демонстрируют свои татуировки.
Гейши и барабанщики устраивают представления. В субботу и воскресение гейши в традиционном макияже и нарядах танцуют на втором этаже здания Асакуса-кэмбан с часу дня до трёх. После полудня в воскресенье члены «Нихон-тайко-додзё», ассоциации барабанщиков, играющих на тайко, устраивают получасовое бесплатное представление в Асакуса-дзиндзя.

## Расписание
| Время                    | Событие                         | Описание                                                               | Место                               | Примечания   |
| ------------------------ | ------------------------------- | ---------------------------------------------------------------------- | ----------------------------------- | ------------ |
| Подготовка, четверг      |                                 |                                                                        |                                     |              |
| 07:00                    | Перемещение ками                | Главный священник проводит ритуал перемещения ками в микоси            | Асакуса-дзиндзя                     | [ 8 ]        |
| Первый день, пятница     |                                 |                                                                        |                                     |              |
| 13:00                    | Начало парада                   |                                                                        | Янаги-дори и Накамисэ-дори          | [ 13 ]       |
| 14:20                    | Танец с биндзасара              | Традиционный танец, призванный увеличить урожай и принести процветание | Зал хайдэн в Асакуса-дзиндзя        | [ 8 ] [ 13 ] |
| 15:00                    | Танец с биндзасара              |                                                                        | Павильон Кагурадэн, Асакуса-дзиндзя | [ 8 ] [ 13 ] |
| Второй день, суббота     |                                 |                                                                        |                                     |              |
| 12:30                    | Парад микоси                    | Около ста микоси обходят 44 района Асакусы                             | Асакуса-дзиндзя                     | [ 8 ]        |
| Третий день, воскресенье |                                 |                                                                        |                                     |              |
| 06:00                    | Парад трёх главных микоси       |                                                                        | Асакуса-дзиндзя                     | [ 13 ]       |
| 20:00                    | Возвращение трёх главных микоси |                                                                        | Асакуса-дзиндзя                     | [ 13 ]       |